# Traité de Fès
Le traité de Fès (en berbère: ⵜⴰⵎⵢⴰⵇⵇⴰⵏⵜ ⵏ ⴼⴰⵙ - arabe : معاهدة فاس), officiellement nommé traité conclu entre la France et le Maroc le 30 mars 1912, pour l'organisation du protectorat français dans l'Empire chérifien,, est une convention, signée à Fès — d'où son nom courant — par le diplomate français Eugène Regnault et le sultan marocain Moulay Abdelhafid,.
Par ce traité, le gouvernement chérifien — le sultan et ses vizirs — perd la pleine souveraineté sur une bonne partie de son territoire, celle-ci passant sous la dépendance et la protection de la France. Le 15 juillet 1912, une loi en portant approbation est adoptée par le Parlement français et promulguée le 20 juillet par le président de la Troisième République française de l'époque : Armand Fallières,. Concernant la présence de l'Espagne au Maroc, il évoque une concertation future entre les gouvernements français et espagnol à propos des intérêts de ce dernier, en raison « de sa position géographique et de ses possessions territoriales sur la côte marocaine »,.
Presque cinq mois plus tard (12 août 1912), Moulay Abdelhafid, en place depuis 1908, abdiqua et fut remplacé par Moulay Youssef (13 août 1912), son frère, père du futur sultan Sidi Mohammed (1927), alors âgé de trois ans et futur roi Mohammed V, peu après la fin des protectorats français et espagnol, en 1956 et 1958.

## Historique
L'Empire allemand qui a des vues sur le Maroc, reconnaît les territoires français et espagnols sur le pays, et reçoit en échange des territoires du moyen Congo de l'Afrique-Équatoriale française. Cette terre connue sous le nom allemand de Neukamerun (néo-Cameroun), est alors rattachée à la colonie allemande du Kamerun (Cameroun), partie de l'Afrique occidentale allemande.
L'Espagne gagne également quelques territoires dans le nord marocain qui devient le Maroc espagnol. Par un accord signé entre la France et l'Espagne en novembre de cette même année, les Espagnols assurent un protectorat sur Tanger et le Rif, Ifni sur la côte atlantique dans le Sud-Ouest, aussi bien que sur la région de Tarfaya au sud de la rivière Draa, ainsi que le sud profond du territoire, qu'ils appeleront Rio de Oro, où le sultan reste nommément souverain et est représenté par un vice-régent à Sidi Ifni sous le contrôle d'une haute commission espagnole.
Des accords particuliers entre le Royaume-Uni, l'Italie et la France en 1904, établis sans consultation du sultan, ont divisé le Maghreb en sphères d'influence, le Maroc passant dans la sphère de la France sous la forme du protectorat français au Maroc. Au Maroc, le jeune sultan Abdelaziz ben Hassan accède au trône en 1894 à l'âge de 16 ans, et les Européens deviennent les conseillers de sa Cour. Des chefs locaux deviennent de plus en plus indépendants du sultan, qui est déposé en 1908. 

## Contenu
Aux termes de l'article 3 du traité, le Sultan n'a consenti aux réformes proposées par la France qu'à la condition expresse que le régime nouveau sauvegarde « la situation religieuse, [...] l'exercice de la religion musulmane et des institutions religieuses... »

## Conséquences
La loi et l'ordre marocains continuent de se détériorer sous le règne de son successeur Abdelhafid ben Hassan, qui abdique en faveur de son frère Youssef après avoir signé le traité de Fès.
Le traité est perçu comme une trahison par les nationalistes marocains et mène à la révolte du shérif Muhammad al-Hijami et à la guerre du Rif (1919-1926) entre les Espagnols et les tribus rifaines dont Abdelkrim el-Khattabi devient bientôt le représentant et crée l'éphémère République du Rif.
En ce qui concerne l'esclavage encore présent au Maroc, la France se trouve dans une position ambiguë, confrontée au dilemme du respect des principes fondamentaux de 1848 abolissant et interdisant l'esclavage et le respect du traité qui impose à l'autorité chérifienne de promouvoir dans le sultanat une règle aussi fondamentale que l'égalité juridique entre ressortissants marocains : il semblait, en effet, « impossible d'imposer au Sultan la suppression d'une institution acceptée par l'Islam et minutieusement réglementée par le droit malékite ».